# Puerto de las Estacas de Trueba
El puerto de las Estacas de Trueba es un puerto de montaña del norte de España, en la divisoria de la cordillera Cantábrica, entre la comarca burgalesa de Las Merindades y la cántabra de los Valles Pasiegos. Su cota más alta coincide con la misma divisoria, a 1153 m s. n. m., y está atravesada por la carretera BU-573, entre Espinosa de los Monteros y Vega de Pas. A ambos lados del puerto se elevan los picos del Pardo (E) y de La Capía (aledaño al Castro Valnera).

## Descripción

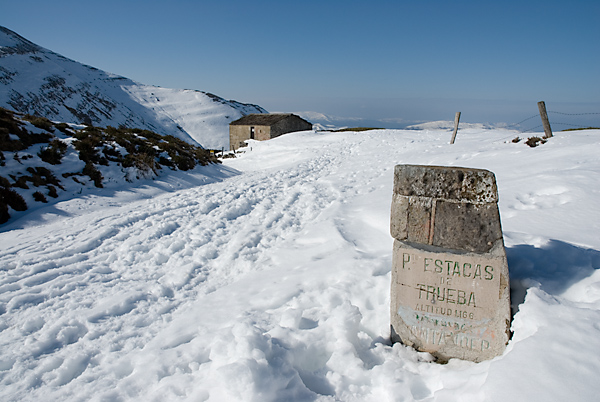
La cima del puerto nevada.

A poca distancia de la divisoria septentrional nace el río Yera, que se une al Pas en La Vega, 10 km aguas abajo. El mismo río Pas nace un poco más al NE del puerto, en las alturas del citado pico de La Capía.
Al sur surgen varios arroyos que forman en su confluencia al río Trueba. Uno de estos arroyos, el de Peñanegra, forma poco antes de unirse al cauce principal unas vistosas cascadas entre los cortados calizos de la zona.
En los seles de ambas laderas del puerto abundan los invernales con las típicas cabañas pasiegas de dos pisos, cuadra y pajar, en las que los pastores pasaban la temporada de marzo a septiembre cuidando al ganado vacuno de los concejos circundantes.
Las malas comunicaciones en el valle del Pas, debido a lo abrupto del terreno, han propiciado que este paso de montaña haya sido muy transitado tradicionalmente por los habitantes de la cabecera del valle cántabro, que acudían a buscar a la vecina Espinosa las mercaderías que necesitaban.